# Jerome Tillman
Jerome Tillman, né le 25 avril 1987 aux États-Unis, est un joueur de basket-ball professionnel américain. Il mesure 1,98 m.

## Université
- 2005 - 2009 :  Ohio Bobcats (NCAA)

## Clubs
- 2009 - 2010 :  Élan chalonnais (Pro A)
- 2010 - 2011 :  Mitteldeutscher BC (2. Bundesliga ProA)
- 2011 - 2012 :  CB Atapuerca (LEB Oro)
- 2012 - 2013 :  Hapoël Eilat (Ligat Loto)
- 2013 - 2016 :  Levanga Hokkaido
- 2016 - :  Nagoya Diamond Dolphins